# Beauménil
Beauménil ([bomeˈnil] ) ist eine französische Gemeinde mit 132 Einwohnern (Stand: 1. Januar 2022) im Département Vosges in der Region Grand Est (bis 2015 Lothringen). Sie gehört zum Arrondissement Saint-Dié-des-Vosges (bis 2024 Épinal) und ist Mitglied im Gemeindeverband Communauté de communes Bruyères-Vallons des Vosges. Die Bewohner werden Beauménilois und Beauméniloises genannt.

## Geografie
Die Gemeinde Beauménil liegt in den Vogesen auf einer Höhe von 430 m über dem Meeresspiegel, etwa auf halbem Weg zwischen Épinal und Saint-Dié.
Die Fläche des 3,3 km² großen Gemeindegebietes umfasst einen Abschnitt des hier ca. 1000 m breiten Tales des Flusses Vologne, der die nördliche Gemeindegrenze bildet. In die Vologne münden auf Höhe Beauménil die Nebenflüsse Neuné und Ruisseau de Herpelmont. In der Nordhälfte des Gemeindegebietes herrscht Acker- und Weideland sowie wenig Wald vor, die schmale, weit ausgreifende Südhälfte ist vollständig von Wäldern geprägt (Malenrupt, teilweise Forêt Communale de Fiménil und Forêt Communale d’Herpelmont). Mit 666 m wird im Süden der höchste Punkt im Gemeindeareal erreicht.
Zu Beauménil gehören die Weiler und Höfe Le Rond Champ, Champ le Minou und Faing du Sapin.
Nachbargemeinden von Beauménil sind Champ-le-Duc im Norden, Laveline-devant-Bruyères im Nordosten (Berührungspunkt), Herpelmont im Osten, Laveline-du-Houx im Süden sowie Fiménil im Westen.

## Geschichte
Beauménil gehörte im Ancien Régime zur Vogtei Bruyères. Das Dorf hatte bis heute nie eine Kirche. Für die Katholiken war und ist die Pfarrkirche Mariä Himmelfahrt (Église de l'Assomption-de-Notre-Dame) im nahen Champ-le-Duc zuständig.

### Bevölkerungsentwicklung
| Jahr                       | 1962 | 1968 | 1975 | 1982 | 1990 | 1999 | 2008 | 2013 | 2020 |
| Einwohner                  | 160  | 105  | 115  | 128  | 148  | 143  | 128  | 118  | 131  |
| Quellen: Cassini und INSEE |      |      |      |      |      |      |      |      |      |

Im Jahr 1936 wurden mit 196 Bewohnern die bisher höchste Einwohnerzahl ermittelt. Die Zahlen basieren auf den Daten von annuaire-mairie und INSEE.

## Sehenswürdigkeiten

### Einsiedler-Grotte

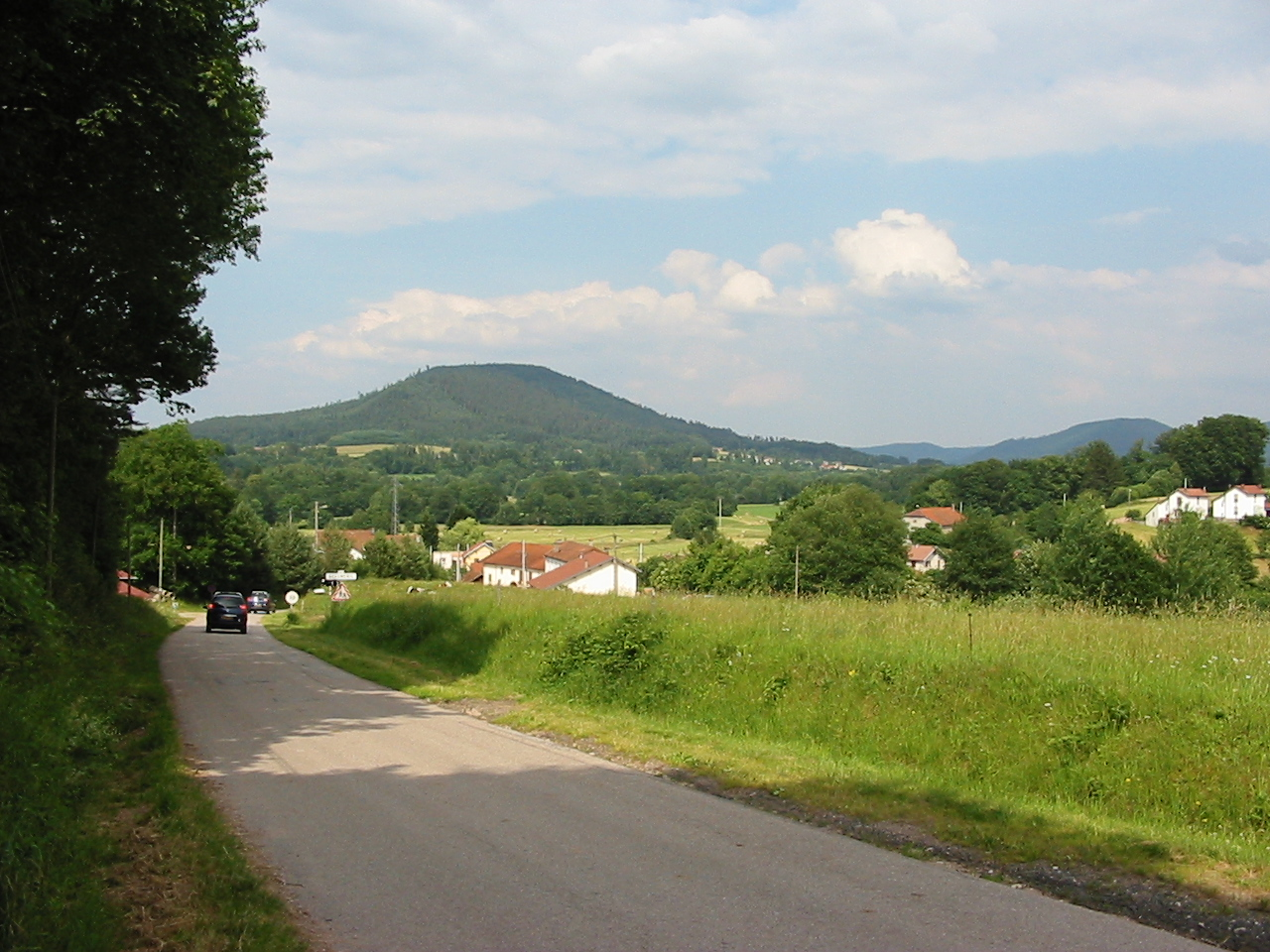
Straße zur Einsiedler-Grotte (rue de l’Ermite)

Auf dem Weg vom Südende des Dorfes zum 594 m hohen Pass Col de la Vierge liegt unterhalb eines Felsenüberhanges die Grotte de l’Ermite. Die Sandstein-Höhle ist drei Meter lang, einen Meter breit und zwei Meter hoch. Um das Jahr 1775 lebte hier ein Einsiedler, der jeden Sonntag – im Sommer wie im Winter – barfuß zur sechs Kilometer entfernten Kirche in Champ-le-Duc gelaufen sein soll.
Vom Eingang der Grotte am Nordhang eines Berges hat man einen weiten Blick auf das Volognetal und die Berglandschaft um Bruyères.

## Wirtschaft und Infrastruktur
Das größte Unternehmen der Umgebung ist die Papierfabrik Novatissue SAS im nahen Laval-sur-Vologne, eine Tochter der italienischen Cartiere Luccese S.p.a. (Lucart) nur 1,5 Kilometer nordwestlich des Kernortes Beauménil. Der Betrieb stellt Kartone für die Lebensmittelverpackung sowie Papierhandtücher, Toilettenpapier und Taschentücher her. Er setzt damit die über 150-jährige Tradition der Papierverarbeitung im Volognetal fort. Daneben gibt es im Dorf kleinere Landwirtschafts- und Dienstleistungsbetriebe.

### Verkehrsanbindung
Die dem Volognetal folgende Straße von Bruyères nach Docelles (D 44) führt nördlich an Beauménil vorbei. Die Straße bildet eine der beiden direkten Verbindungen zwischen Épinal und Saint-Dié,
den beiden größten Städten im Département. Der nächste Bahnhof liegt in der 3,5 Kilometer entfernten Kleinstadt Bruyères an der von der TER Lorraine betriebenen Bahnlinie Arches-Saint-Dié.

## Belege
1. ↑  Beauménil auf vosges-archives.com. (PDF) Archiviert vom Original (nicht mehr online verfügbar) am 13. Dezember 2013; abgerufen am 13. Dezember 2013 (französisch).
2. ↑  Beauménil auf annuaire-mairie
3. ↑  Beauménil auf INSEE
4. ↑  Beauménil auf histoire-patrimoine-vosges.org. Archiviert vom Original (nicht mehr online verfügbar) am 14. Dezember 2013; abgerufen am 13. Dezember 2013 (französisch).
5. ↑  Geschichte Cartiere Luccese mit Luftbild der Papierfabrik Laval. Abgerufen am 12. Dezember 2013 (italienisch).